# Vuolejaure, Jämtland
Vuolejaure är en sjö i Bergs kommun i Jämtland och ingår i Indalsälvens huvudavrinningsområde. Sjön har en area på 0,445 kvadratkilometer och ligger 855,2 meter över havet. Sjön är en del av sjösystemet Dörrsjöarna.

## Delavrinningsområde
Vuolejaure ingår i det delavrinningsområde (698502-139686) som SMHI kallar för Utloppet av Vuolejaure. Medelhöjden är 999 meter över havet och ytan är 6,54 kvadratkilometer. Det finns inga avrinningsområden uppströms utan avrinningsområdet är högsta punkten. Vattendraget som avvattnar avrinningsområdet har biflödesordning 4, vilket innebär att vattnet flödar genom totalt 4 vattendrag innan det når havet efter 334 kilometer. Avrinningsområdet består mestadels av kalfjäll (93 procent). Avrinningsområdet har 0,44 kvadratkilometer vattenytor vilket ger det en sjöprocent på 6,8 procent.